# Кузнеці (Котельницький район)
Кузнеці́ (рос. Кузнецы) — присілок у складі Котельницького району Кіровської області, Росія. Входить до складу Покровського сільського поселення.
Населення становить 5 осіб (2010).